# Sphaerophoria bifurcata
Sphaerophoria bifurcata är en tvåvingeart som beskrevs av Knutson 1972. Sphaerophoria bifurcata ingår i släktet sländblomflugor, och familjen blomflugor. Inga underarter finns listade i Catalogue of Life.